# Крус, Даниэль
Даниэль Крус (исп. Daniel Cruz; род. 9 мая 1981, Кали) — колумбийский футболист, полузащитник.

## Биография

### Клубная карьера
Даниэль Крус является воспитанником колумбийской футбольной академии Тукамана, позже Даниэль выступал за молодёжный состав клуба «Америка Кали». В 1998 году в возрасте 17 лет Крус попал в футбольную академию нидерландского «Аякса» из Амстердама. 10 марта 1999 года Даниэль подписал свой первый профессиональный контракт с «Аяксом», со сроком на пять лет. Дебют Круса состоялся 22 сентября 2000 года в матче против «Росендала», Даниэль в матче вышел на замену на 66 минуте вместо Брютила Хосе, а его клуб выиграл со счётом 2:0. Свой первый мяч за «Аякс» Даниэль забил 16 февраля 2001 года мачте против «Фортуны», который завершился уверенной победой «Аякса» со счётом 3:0. Всего в чемпионате Нидерландов сезона 2000/2001 Даниэль провёл 13 матчей и забил 2 мяча.
А августе 2001 года Даниэль во время тренировки после столкновения с Абубакари Якубу получил перелом ноги и выбыл на шесть месяцев, позже в 2002 году Даниэль вновь получил серьёзную травму которая надолго отлучила Круса от футбола.
В 2003 году Крус был отдан в аренду в бельгийский «Жерминаль Беерсхот». В своём дебютном сезоне в чемпионате Бельгии 2002/2003 Даниэль сыграл 11 матчей, а его клуб занял 14-е место в чемпионате. В сезоне 2003/2004 Крус сыграл 13 матчей и отличился одним забитым мячом, который Даниэль забил 8 мая 2004 года в матче против «Мускрона», но это не могло его клубу избежать поражения со счётом 3:2.
В 2005 году Крус стал обладателем кубка Бельгии, в финале которого «Жерминаль Беерсхот» обыграл «Брюгге» со счётом 2:1. В чемпионате Бельгии сезона 2004/2005 Даниэль сыграл 31 матч и забил 3 мяча. После окончания аренды Даниэль покинул клуб и перешёл «Льерс», но проведя в клубе пол сезона Крус решил вернуться в «Жерминаль Беерсхот». Вернувшись в «Жерминаль» Крус доиграл оставшуюся часть сезона 2005/2006, в котором его команда по окончании сезона заняла 7-е место.
В марте 2008 года Даниэль продлил контракт с клубом до 2011 года. 4 августа 2011 года Даниэль подписал контракт с клубом MLS «Даллас». Летом 2012 года возвратился в Бельгию, присоединившись к команде «Васланд-Беверен»

## Достижения
- Обладатель кубка Бельгии: 2005